# Эксплуатируемая кровля

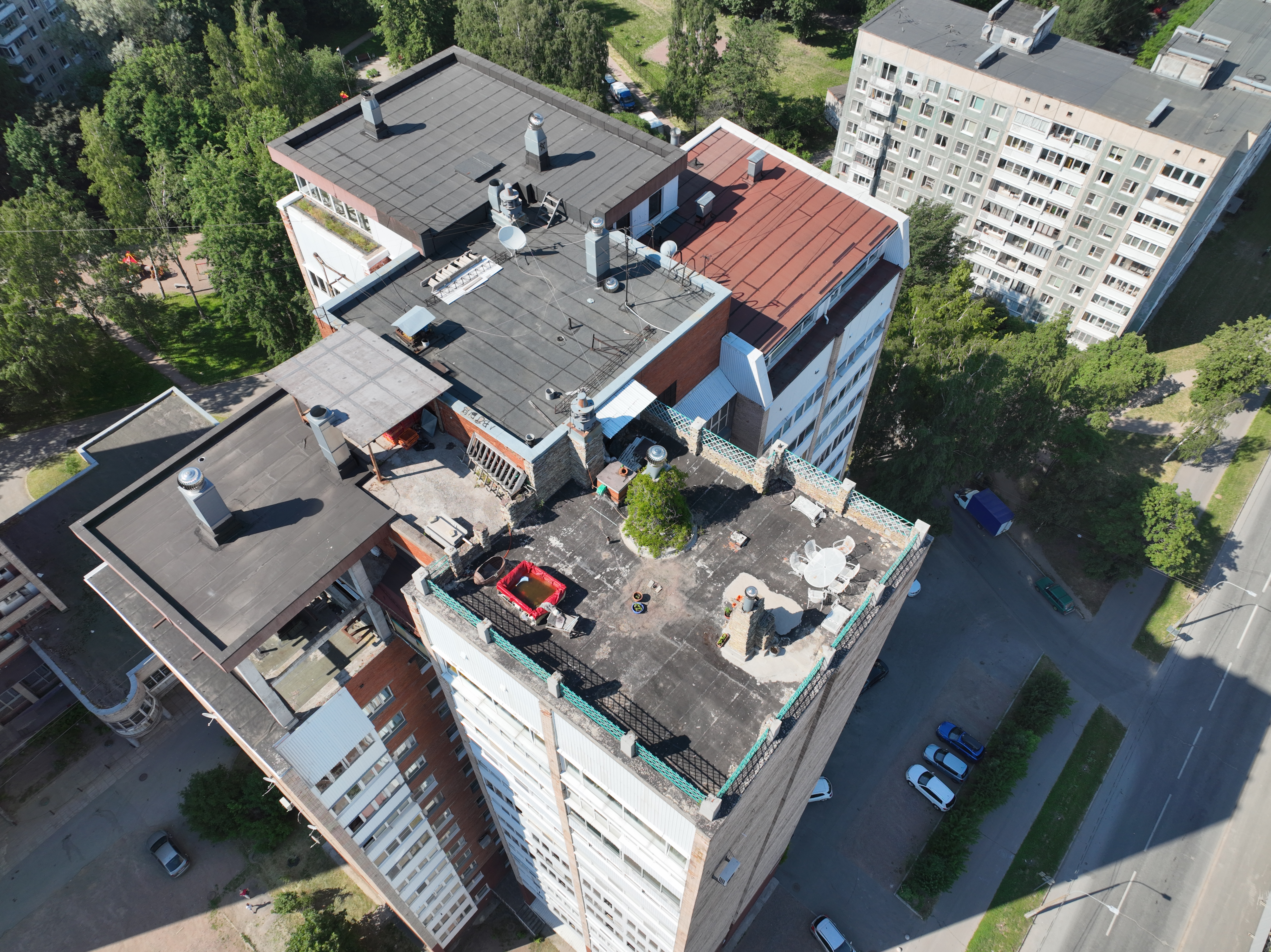
Не предусмотренная при постройке здания эксплуатируемая крыша на доме серии Щ-9378/23К

Эксплуатируемая кровля (крыша) — плоская кровля со специальным покрытием, устроенная над зданием или его частью, на которую имеются выходы из помещений здания. Она приспособлена для размещения площадок для занятий спортом, отдыха, соляриев, озеленения, хозяйственных целей, и т. п. Иногда такое пространство на крыше дома используют для парковки автомобилей. Эксплуатируемая кровля покрывает здание либо полностью, либо частично.
В 1867 году немецкий инженер Карл Рабиц, который в своё время изобрёл сетку-рабицу, на Всемирной выставке в Париже презентовал ландшафтный парк на крыше. Некоторые источники указывают, что именно тогда появился термин «эксплуатируемая крыша».